# جکوی کوچک صبا
جکوی کوچک صبا (نام علمی: Sphaerodactylus sabanus) نام یک گونه از راسته پولک‌داران است. این گونه در آنتیل کوچک در دریای کارائیب، سینت یوستیشس، سنت کیتس، و نویس زندگی می‌کند. این گونه جکو می‌تواند تا ۳۰ میلی‌متر رشد کند.